# Expedition Everest
Pour les articles homonymes, voir Everest (homonymie).
Expedition Everest est une attraction unique de type montagnes russes située dans la section Asie de Disney's Animal Kingdom, quatrième parc à thèmes de Walt Disney World Resort.

## Concept et Histoire
Le nom complet de l'attraction est Expedition Everest - Legend of the Forbidden Mountain.
Le 26 janvier 2006, Disney annonce l'ouverture d’Expedition Everest en avril 2006 au Disney's Animal Kingdom. Le 21 février Disney lance une campagne pour promouvoir l'attraction dont des spots à Times Square.

### Des grandes montagnes russes Disney
Depuis Matterhorn Bobsleds, ouverte en 1959, les parcs Disney se sont créés une tradition de montagnes russes hors du commun, soigneusement décorées et ne ressemblant pas aux assemblages de bois ou de métal des autres parcs de loisirs. Dans le but de poursuivre cette tradition et d'ajouter une attraction à sensation forte au parc Disney's Animal Kingdom, les imagineers ont conçu Expedition Everest. L'attraction est devenue le plus grand parcours de montagnes russes qu'ils aient jamais construit. 
Expedition Everest est hébergée dans une montagne artificielle, la plus haute du complexe de Walt Disney World Resort, rejoignant Big Thunder Mountain, Splash Mountain situés à Magic Kingdom et Mount Gushmore situé à Blizzard Beach, sur la liste des montagnes construites par Disney en Floride. Si la "montagne" d’Expedition Everest était réelle, ce serait le quatrième point culminant de l'État de Floride à 106 mètres au-dessus du niveau de la mer. La silhouette de la montagne reprend celle du mont Everest.
Le thème de l'attraction est basé sur une expédition dans les hautes montagnes de l'Himalaya dont l'une de ses particularités, la rencontre avec le Yéti est un hommage aux premières montagnes russes des parcs Disney, Matterhorn Bobsleds.

### La technologie
Expedition Everest est la première attraction à utiliser le nouveau système de rail de Vekoma : les rails sont situés non pas à l'intérieur des traverses mais à l'extérieur, donnant l'apparence d'un chemin de fer classique plutôt que celle de montagnes russes. Ce dispositif a déjà été utilisé mais seulement pour des petites montagnes russes destinées aux enfants.
Afin d'améliorer l'attraction, les rails du parcours sont indépendants de la structure en béton de la montagne. Les effets de vibrations sont absorbés par la voie, ce qui permet également au béton de ne subir aucune contrainte, sinon le poids du train. Une particularité originale consiste en une section parcourue en marche arrière.
La structure de l'attraction est constituée de trois éléments imbriqués mais qui ne se touchent pas et ont des fondations distinctes :
- le décor et l'ossature du bâtiment
- la voie des montagnes russes
- le support de l'audio-animatronic du yéti

## L'attraction
La longue file d'attente parfaitement décorée selon le thème, permet de parcourir les salles d'expositions et le camp de départ d'une expédition dans l'Himalaya avec des dizaines d'objets authentiques ou recréés d'une manière réaliste (par exemple : empreinte d'un pied de yéti). 
Elle débouche dans la gare d'un petit village des hauts plateaux népalais (parfaitement reconstituée dans ses moindres détails), où les visiteurs embarquent dans les wagons d'un train suranné. L'ascension des montagnes commence.

Un pic rocheux surmonté d'un monastère est la première étape. Suivie par la vertigineuse montée d'un pont qui s'élance dans le vide depuis le monastère vers une imposante montagne. Ensuite la voie pénètre dans les tunnels du massif.

Après une première accélération, le train s'arrête dans une voie détruite. Il repart brutalement en arrière et légèrement en vrille, plaquant les passagers contre les dosserets des wagons tout en croisant dans cette course le légendaire yéti.

Une autre voie sans issue permet de repartir en avant et de sortir de la montagne par une impressionnante chute où la vitesse du train atteint son maximum. Après quelques virages rapides, le train rentre à la gare. 
Cette attraction bénéficie du système FastPass
- Ouverture : 7 avril 2006[5]
- Conception : Walt Disney Imagineering / Vekoma
- Point culminant : 200 pieds (60,96 m)[3].
- Hauteur maximale du circuit : 41 m.
- Longueur : 1 348,40 m.
- Chute principale : 26 m.
- Vitesse maximale : 80,5 km/h.
- Taille minimale requise pour l'accès: 1,13 m.
- Emprise au sol : 6,2 acres (25 091 m2)[3]
- Coût : 100 millions de $
- Inversion : aucune
- Type d'attraction : Montagnes russes
- Situation : 28° 21′ 30″ N, 81° 35′ 11″ O

L'attraction a ouvert le 7 avril 2006 et cette inauguration a clos les célébrations du 50e anniversaire du premier Disneyland situé en Californie.
Comme pour Tower of terror située aux Disney's Hollywood Studios, la hauteur de cette attraction est limitée à 199 pieds (foot ou feet, unité de mesure anglo-saxonne), soit environ 61 mètres car à partir de 200 pieds, la présence d'un avertisseur lumineux est obligatoire pour le trafic aérien.
Le concept d'aiguillage et de marche arrière a été repris sur la nouveauté de Hong Kong Disneyland Big Grizzly Mountain Runaway Mine Cars.